# Ріма Абдул Малак
Ріма Абдул Малак (народилася 11 лютого 1979) — французька політикиня ліванського походження, яка обіймала посаду міністра культури в уряді прем’єр-міністра Елізабет Борн з травня 2022 року до січня 2024.

## Раннє життя
Абдул Малак народилась в сім'ї ліванських християн. Вона втекла з родиною під час громадянської війни в Лівані.

## Політична кар'єра
З 2012 по 2014 роки Абдул Малак працювала радником з питань культури мера Парижа Бертрана Делано.
Також з 2014 по 2018 роки Абдул Малак працювала аташе з питань культури в Генеральному консульстві Франції в Нью-Йорку.
З 2019 по 2022 роки Абдул Малак працювала радником президента Еммануеля Макрона з культурних питань і комунікацій.
Абдул Малак була призначений міністром культури французького уряду в травні 2022 року.
20 травня 2022 року її призначили міністром культури в уряді Елізабет Борн. Вона призначає Еммануеля Марковича керівником штабу. Він бере на себе зобов’язання захищати «культурний суверенітет, інвестувати в мистецьку освіту та приймати виклик екологічного переходу в мистецьке середовище» та співпрацювати з міністром національної освіти Папом Ндіайє з метою заспокоєння спогадів, цитуючи слова Еммануеля Макрона ″Це не політика покаяння і не політика заперечення, це політика визнання″.